# Кругловка (Смоленская область)
 Кругловка — деревня в Смоленской области России, в Руднянском районе. Расположена в западной части области в 5 км к северо-западу от районного центра, на автодороге Р120 Орёл — Брянск — Смоленск — граница с Республикой Беларусь, в 4 км к востоку от границы с Республикой Беларусь. Население — 283 жителя (2007 год). Административный центр Кругловского сельского поселения.

## Экономика
В четырёх километрах к западу от деревни, непосредственно возле государственной границы, находится одноимённый КПП «Кругловка».

## Достопримечательности
- В деревне родился Герой Советского Союза Барченков Д. Г.